# Pont Prek Tamak
Le Pont Prek Tamak, franchit le Mékong au Cambodge, environ 40 km en amont de Phnom Penh, qui n'en possède pas encore, (un projet pour les environs de 2022 existe). C'est donc le pont sur le Mékong le plus proche de la capitale khmère; le pont suivant de Neak Luong se situe une cinquantaine de km en aval de cette ville, donc à environ 90 km. Le pont Kizuna est celui qui est immédiatement en amont, à plus de 80 km.

## Travaux
Les travaux ont commencé le 7 juin 2007 et le pont fut inauguré en 2010.

## Financement
L'ouvrage est construit par le groupe Shanghai Co pour un coût de 43,50 millions de US$,.
La banque China Eximbank a signé un accord avec le gouvernement cambodgien le 22 janvier 2007 ayant pour objet une offre de prêts de 207 millions de dollars pour développer la construction d'infrastructures cambodgiennes, comprenant la construction de la route nationale 8, la route nationale n ° 76, le pont Prek Tamak et un autre pont à Kamchay Mear.